# アドルフ・ダスラー

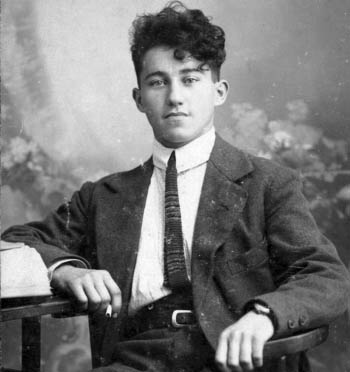
アドルフ・ダスラーの写真（1915年頃）

アドルフ（アディ）・ダスラー（Adolf "Adi" Dassler、1900年11月3日 - 1978年9月6日）は、ドイツのスポーツ用品会社アディダスの創業者。

## 概要
ドイツ帝国バイエルン王国にあるフランケン地方のヘルツォーゲンアウラハにて靴職人のクリストフ・ダスラーの子として生まれた。彼の父は靴工場で働いていた。
1920年に、靴職人として訓練を受けたアドルフは、第一次世界大戦から帰還すると、母の洗濯室でスポーツシューズの生産を始めた。1924年7月1日にアドルフの兄ルドルフが事業に加わり、ダスラー製靴工場(Gebrüder Dassler Schuhfabrik)が設立された。
アドルフはオランダ・アムステルダムで開催された1928年アムステルダムオリンピックで多くのアスリートに良質なシューズを供給し、会社の国際的発展の礎を築いた。ベルリンで開催された1936年ベルリンオリンピックにおいて、ダスラーはアメリカ合衆国のジェシー・オーウェンスにシューズを供給した。アディのシューズを履いたオーウェンスは4つの金メダルを獲得した。
1930年代にアドルフ・ヒトラーが台頭すると、ダスラー兄弟は揃ってナチ党に入ったが、アドルフより兄ルドルフの方がより熱心な国家社会主義者であったとされる。
アドルフがドイツ国防軍のブーツを生産するために残された一方、ルドルフは徴兵され、後にアメリカ軍の捕虜となった。
第二次世界大戦は兄弟とその妻たちの不和を加速させた。ルドルフはアメリカ軍に捕虜にされた際、SSのメンバーだと疑われたが、その情報はアドルフ以外の誰かによって提供されたものではおそらくなかったという。
1948年までに兄弟の反目はさらに進んだ。ルドルフは会社を去り、町の反対側（アウラハ川を挟んだ対岸）にプーマを創業した。このためにダスラー製靴工場は消滅し、アドルフは自らのニックネーム（アディ・ダスラー）をとって、社名を「アディダス」に改名した。
1973年、アドルフの息子ホルストは水泳用品の製造会社アリーナ(Arena)を設立した。1978年にアドルフはヘルツォーゲンアウラハで死去した。77歳だった。
息子のホルストと彼の妻ケーテが経営を引き継ぎ、ホルストは父と同様にいとこのアーミン（プーマの2代目社長でルドルフの子）と身内争いに発展した。ホルストは9年後の1987年に51歳で死去した。
アディダスは1989年に株式有限責任会社となったが、1995年の新規株式公開(IPO)までは一族が所有していた。